# Distretto di Šalqar
Il distretto di Šalqar (in kazako: Шалқар ауданы) è un distretto (audan) del Kazakistan con  capoluogo Šalqar.